# Himantura hortlei
Himantura hortlei és una espècie de peix pertanyent a la família dels dasiàtids.

## Descripció
- El mascle pot arribar a fer 70 cm de llargària màxima i la femella 65,4.
- El disc és uniformement groguenc, marronós o grisenc al dors, mentre que la superfície ventral dels adults és, en general, de color groc canari.[3][4]

## Reproducció
És vivípar.

## Alimentació
Hom creu que es nodreix de crustacis, mol·luscs i peixets.

## Hàbitat
És un peix d'aigua marina i salabrosa, demersal i de clima tropical que viu entre 2 i 7 m de fondària.

## Distribució geogràfica
Es troba al Pacífic occidental: el sud d'Irian Jaya i, possiblement també, Papua Nova Guinea.

## Estat de conservació
Les seues principals amenaces són la destrucció del seu hàbitat (sobretot, per la desaparició dels manglars per a proveir fusta i la contaminació dels rius), les extraccions mineres i les activitats comercials.

## Observacions
És inofensiu per als humans i pescat per la seua carn, pell i cartílag.